# Rue byzantine dans la forteresse de Niš
La rue byzantine dans la forteresse de Niš (en serbe cyrillique : Византијска улица у Нишкој тврђави ; en serbe latin : Vizantijska ulica u Niškoj tvrđavi) se trouve à Niš, dans la municipalité de Crveni krst et dans le district de Nišava, en Serbie. Elle est inscrite sur la liste des monuments culturels de grande importance de la république de Serbie (identifiant no SK 289).

## Présentation
La rue, qui remonte aux Ve – VIe siècle, a été mise au jour au cours de la campagne de fouilles archéologiques de 1962 et 1963 dans la partie centrale de la forteresse de Niš. Elle est orientée dans une direction nord-sud, ce qui laisse à penser qu'elle a créée par un décret impérial. Par ailleurs, elle est longée par un portique reposant sur des piliers en briques. L'ensemble des données recueillies conduisent à la conclusion que cette rue date de la période de la reconstruction de Niš après l'invasion des Huns en 441, au temps de l'empereur byzantin Justinien le Grand, qui est né à Tauresium (aujourd'hui en Macédoine du Nord), près de Justiniana Prima (aujourd'hui en Serbie), et qui a régné de 527 à 565.
Les vestiges des bâtiments découverts le long de la rue indiquent qu'ils ont été modifiés à plusieurs reprises et qu'ils ont changé de fonction. Des restes d'outils avec des traces d'or indiquent qu'il y avait un atelier de traitement des métaux précieux. Des vestiges archéologiques de bâtiments à fonction religieuse suggèrent qu'il y avait une église à proximité, peut-être à l'emplacement même de l'actuelle mosquée de Bali-bey.